# Volegno
Volegno è una frazione del comune di Stazzema, nell'alta Versilia, in provincia di Lucca, incluso nella Arcidiocesi di Pisa.
La località si trova a 430 metri s.l.m. ed è adagiata sui monti del Parco naturale regionale delle Alpi Apuane.

## La denominazione
Il nome Volegno è una probabile denominazione ad opera dei Liguri Apuani, infatti esso deriverebbe da Belenio che in Ligure-Apuano significa Sole.

## Monumenti e luoghi d'interesse

### La chiesa
La chiesa, dedicata a santa Maria delle Grazie, è di moderna costruzione, riedificata negli anni trenta del XX secolo ha preso il posto del precedente oratorio del 1470 dedicato alla Madonna della Pergola, protettrice dei cavatori. La chiesa di Volegno vanta di alcune opere d'arte: all'esterno si possono notare tre portali scolpiti nel legno. L'altare maggiore (XVI secolo) è di scuola Pisana, ai lati di esso due tele, una raffigurante la Madonna di Loreto fra sant'Ambrogio, san Luca e san Nicola e l'altra una Madonna del Carmine con san Filippo Neri, sono probabilmente anch'esse del XVI secolo. L'immagine della Madonna della Pergola che si trova sopra l'altare ha una grande cornice di marmo anch'essa cinquecentesca. Le vetrate, di moderna fattura, mostrano il cammino di redenzione dell'umanità.

### Il Campanile
Il campanile del 1888 è in pietra locale con una singolare punta in marmo cipollino sovrastata da una sfera di bronzo.
La torre è alta 23 metri, misura 5 metri per lato; ed è divisa in quattro fasce; la prima alta 6 metri, custodisce un maestoso portale, rivestito da una spessa cornice di marmo cipollino, la quale è sovrastata da un'incisione gotica; la seconda fascia alta anch'essa 6 metri, ospita 2 bifore molto grandi, 2,80 metri di altezza e 1,20 di larghezza; la terza fascia invece è alta 5 metri e ospita quattro bifore, 2,30 metri di altezza e 1,20 di larghezza; all'interno delle quali troviamo la cella campanaria; possedente 3 campane, in accordo di Lab3, Sol3 e Fa3 crescente; rispettivamente fuse nell'anno A.D. 1771, 1947 (rifusa nel 1967), 1967; elettrificate a slancio veloce e a bicchiere. Infine la quarta fascia è la cuspide, alta 6 metri sulla quale si può salire mediante una scala a pioli murata lungo un lato di essa.

## Eventi

### Festa patronale
La festa patronale cade l'8 settembre quando si festeggia la Madonna delle Grazie. La sera del 7 settembre, dopo la Liturgia della Parola, si svolge una processione per le vie del paese illuminate da centinaia di lumini. Il giorno dell'8 settembre si apre con il canto delle Lodi Mattutine in chiesa, a mezzogiorno la preghiera dell'Angelus e nel pomeriggio si tiene la Santa Messa seguita da una seconda processione, questa volta diurna.

### Solstizio d'estate
Il 21 giugno, in occasione del solstizio d'estate, il sole, sorgendo, passa attraverso il grande arco naturale del Monte Forato o Pania Forata, così chiamato per questa singolare caratteristica. L'evento è visibile dalle piazze di Volegno che si affacciano sulle Alpi Apuane. In occasione del solstizio si svolgono a Volegno diversi eventi culturali, quali convegni di attualità, commedie e interpretazione di artisti di strada che si esibiscono per le vie o le piazze di Volegno, esposizioni di opere d'arte. Altri eventi culturali si svolgono durante l'estate anche nel vicino paese di Pruno.

### Solstizio d'inverno
Il giorno 6 di dicembre si può ammirare, dai paesi di Volegno e Pruno, la Luna attraversare l'arco naturale del Monte Forato.

### Cene
Sono organizzate cene tipiche il 27 luglio e l'8 settembre

## Economia
La tradizionale raccolta delle castagne nella "Selva della Madonna" che poi venivano essiccate nel vicino metato (seccatoio), è una pratica secolare che è ripresa nel 2000 dopo aver rischiato di essere abbandonata.
Fino agli anni sessanta dello scorso secolo veniva praticata l'estrazione di una pietra conosciuta come Pietra di Volegno o Cipollino riconoscibile dal colore bianco-azzurrognolo-verde. Questa attività è cessata poiché la scarsità della materia prima e la disagiata posizione delle cave, rendeva troppo difficoltoso e poco economico proseguire le estrazioni. Recentemente un progetto del comune di Stazzema, duramente contestato dal movimento No Cav, intende riattivare le cave.
Il turismo estivo costituisce un importante voce dell'economia, infatti nei mesi di giugno, luglio, agosto e settembre la popolazione, nel paese di Volegno, raggiunge le 200 anime, costituite da turisti: italiani (valdostani, piemontesi, milanesi e toscani), olandesi, belgi e tedeschi.

## Gastronomia
Tipici, della cucina tradizionale volegnese sono:
- i "tordelli", pasta ripiena di macinato di manzo, pane grattugiato, formaggio e uova, condita con sugo di carne e conserva di pomodoro.
- Le "panzanelle" sono fatte di pasta lievitata e poi fritta, si accompagnano con salumi locali.
- Il "Castagnaccio" o "Ciaccio" è una torta fatta con la farina di castagne - detta anche di "ciaccio" - con l'aggiunta di rosmarino, pinoli e scorza di limone.
- I "manifrègoli" sono una polentina confezionata con farina di castagne che un tempo veniva consumato a colazione accompagnato da latte.
- La "polenta" di farina di castagne è solitamente accompagnata da ricotta. Le famiglie del luogo usavano mangiarla a cena.
- I "ciacci" di farina di castagne e acqua sono come frittelle che vengono cotti nei "testi", piastre circolari con un lungo manico, posti sulla fiamma del camino. Essi si accompagnano alla ricotta che talvolta è posta all'interno dei ciacci arrotolati su se stessi, come fossero cannoli.
- I biscotti alla mandorla di forma lunga e fine.

## Il teleriscaldamento
Volegno è stato scelto, insieme alla frazione di Pruno, per un progetto sperimentale avviato dal comune di Stazzema riguardo al teleriscaldamento per ridurre l'emissioni di gas serra. La centrale sfrutterà le abbondanti risorse di legname, ricavato dalla manutenzione del bosco, che verranno ridotte in cippato per poi essere bruciate. L'impianto, una volta terminato, fornirà acqua calda ad entrambi i paesi; inoltre, in futuro, la centrale potrà essere capace di produrre energia elettrica, al fine di creare una valle indipendente dal punto di vista energetico.

## Società

### CRO
A Volegno è presente il Circolo Ricreativo Operaio (CRO), che dirige le varie manifestazioni che si svolgono nel paese organizzando lo spettacolo tenuto ogni anno ad agosto dove gli abitanti si esibiscono in canti, balli, e commedie varie. Il CRO è impegnato a livello locale per la salvaguardia del territorio, a tale riguardo il 7 marzo 2015 il CRO ha siglato una convenzione con il Consorzio 1 Toscana NORD per il monitoraggio dei torrenti della valle del Cardoso.

## La flora
Volegno si trova nel parco naturale delle Alpi Apuane, è circondato da castagni, acacie e vari tipi di arbusti.
Dal paese si può assaporare la vista della catena di monti che costituisce il confine tra Versilia e Garfagnana.
Partendo da ponente il monte Pania della Croce, la regina delle Apuane, poi la Costa Pulita che collega la Pania al Monte Forato dopo di questo il Monte Croce che con un'ampia parabola si collega al Monta Procinto, caratteristico per delle protuberanze rocciose che sembrano denti di bambino oppure i figli del monte stesso, segue il Matanna che ha la forma di un trapezio.

## Le piazze
Le piazze, luogo di aggregazione, sono cinque, cosa eccezionale per un paese di ristrette dimensioni:
- Piazza dell'appalto (adibita a parcheggio)
- Piazza del monumento o Dietro la chiesa
- Piazza della chiesa
- Piazza Risorgimento (è la piazza principale)
- Piazza della serra

## Le fontane
Le fontane sono cinque tutte situate nel paese:
- Fontana della Selva della Madonna, è del 1850
- Fontana alla Grugnola
- Fontana della piazza del monumento
- Fontana di piazza Risorgimento, è la principale
- Fontana di cima Volegno

Fuori dal paese c'è la fonte del Muglione, una grotta naturale da cui sgorga acqua.

## Galleria d'immagini

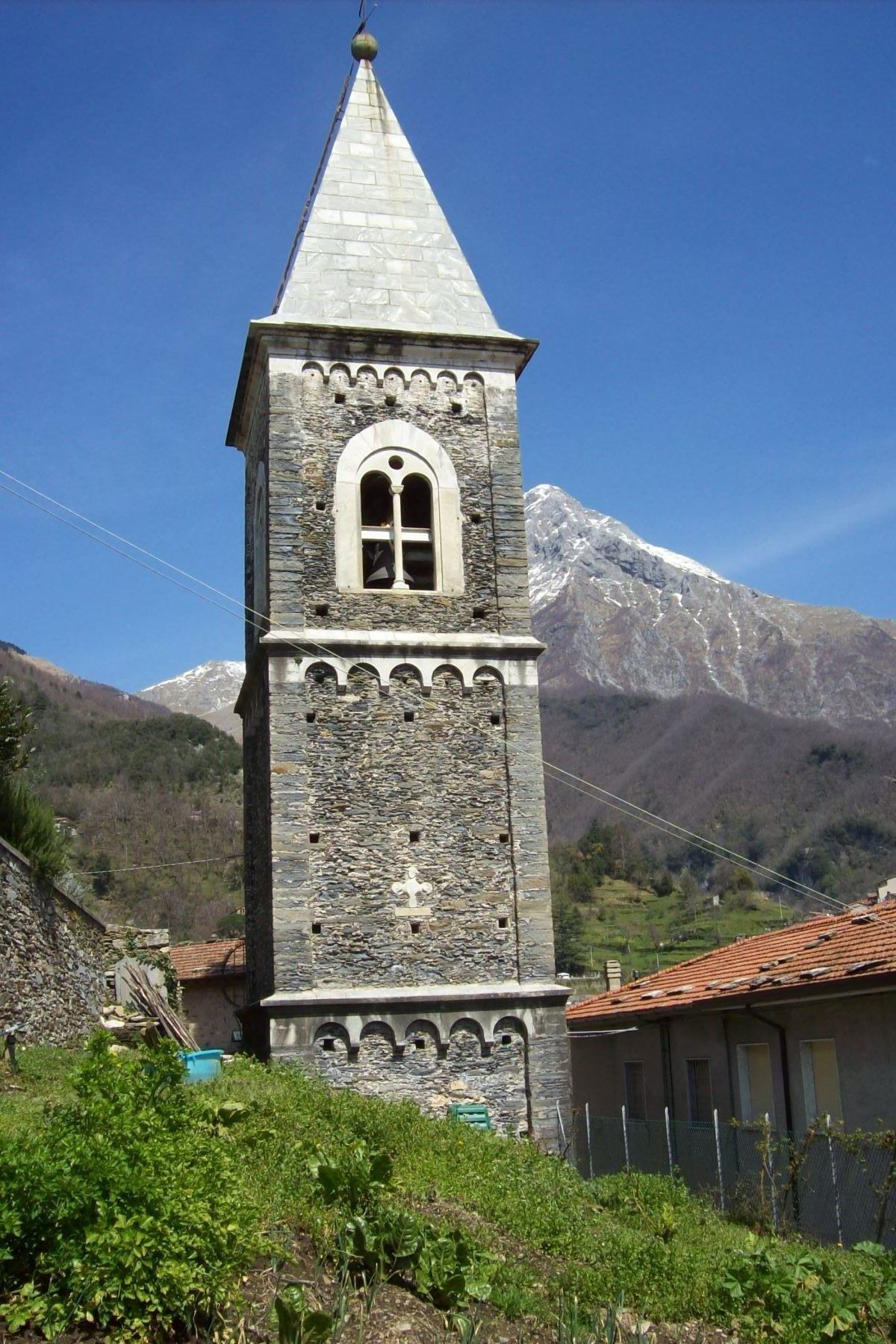
Il campanile della chiesa
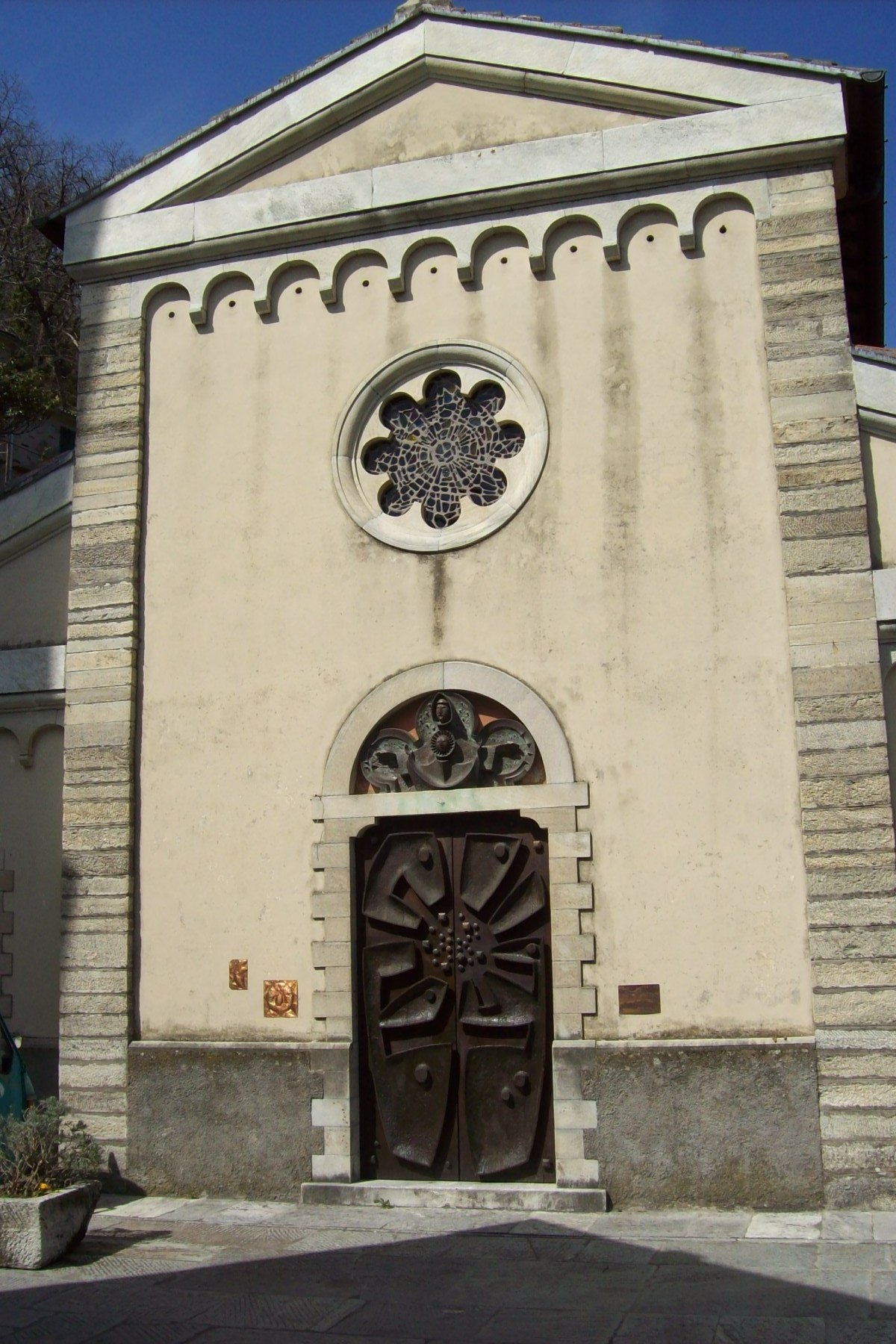
La chiesa di Santa Maria delle Grazie
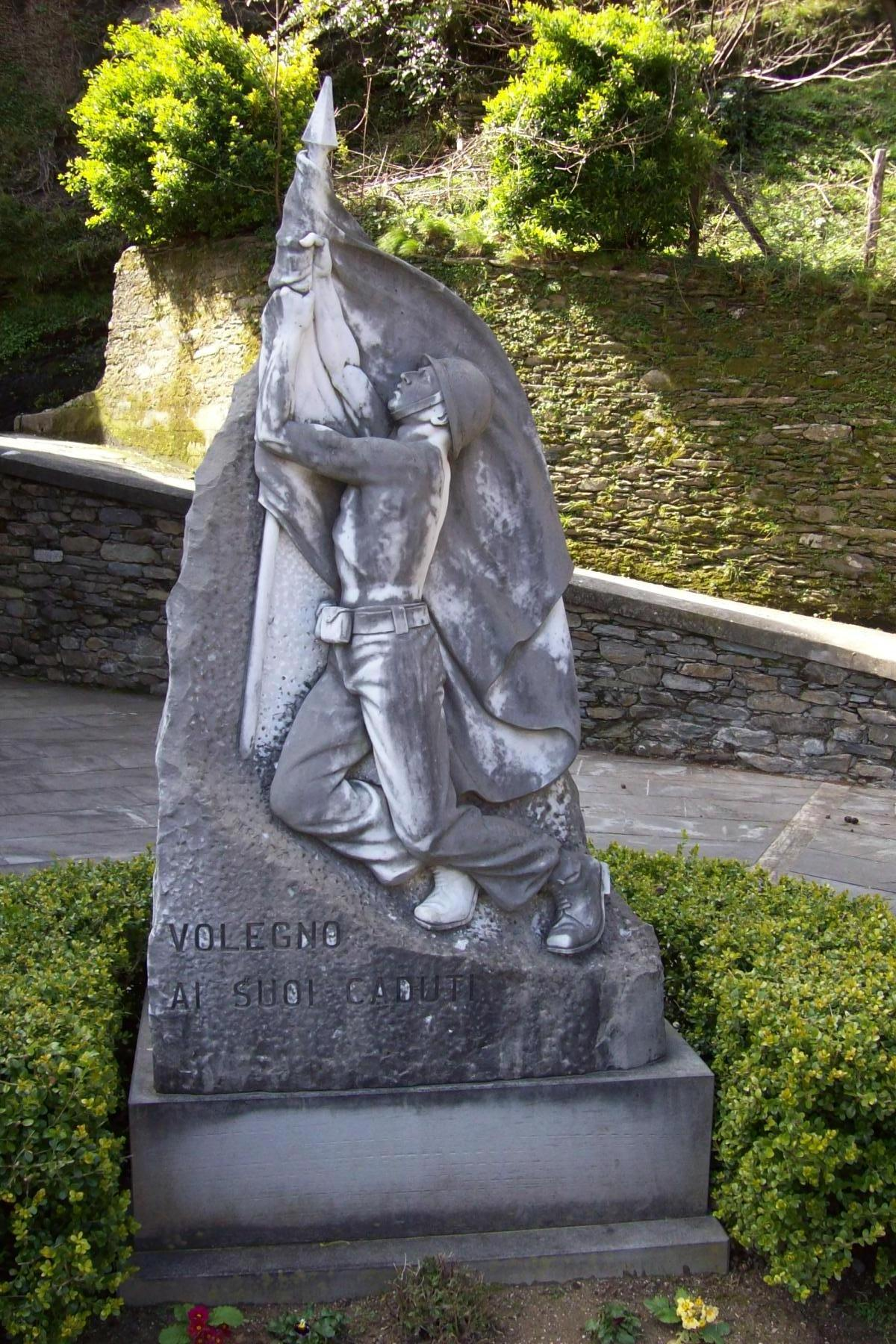
Il monumento ai caduti
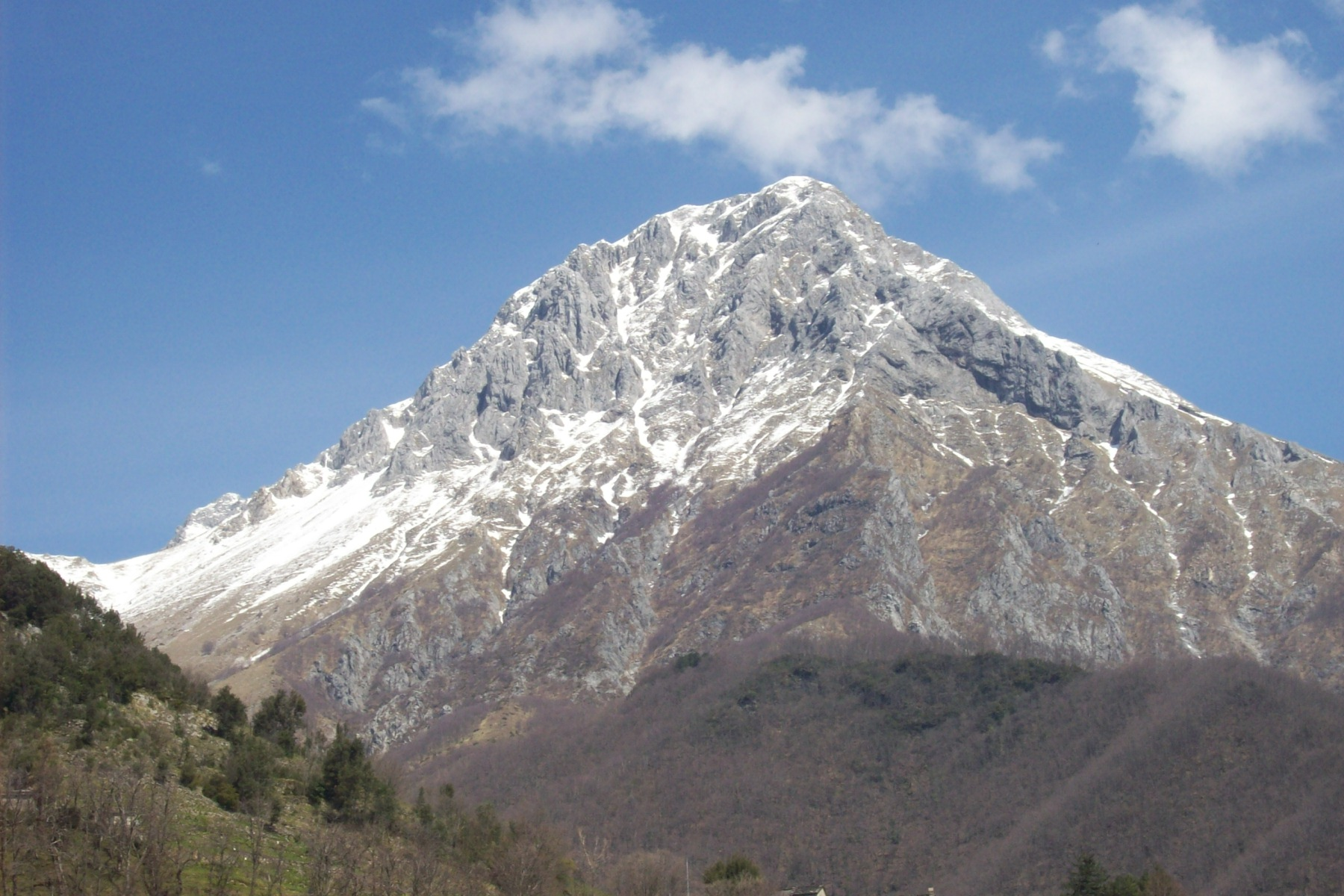
La Pania vista dalla piazza della chiesa
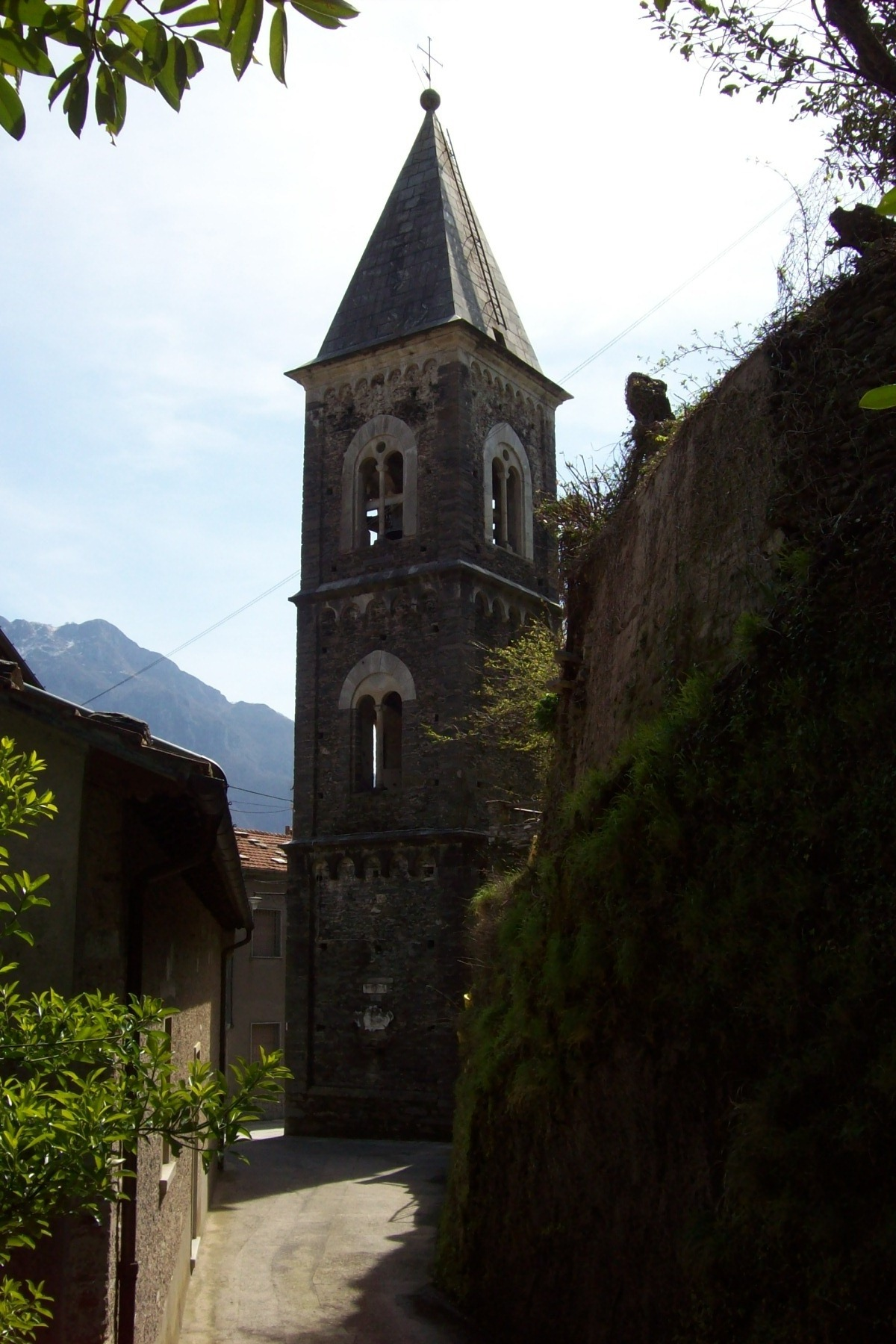
Il campanile
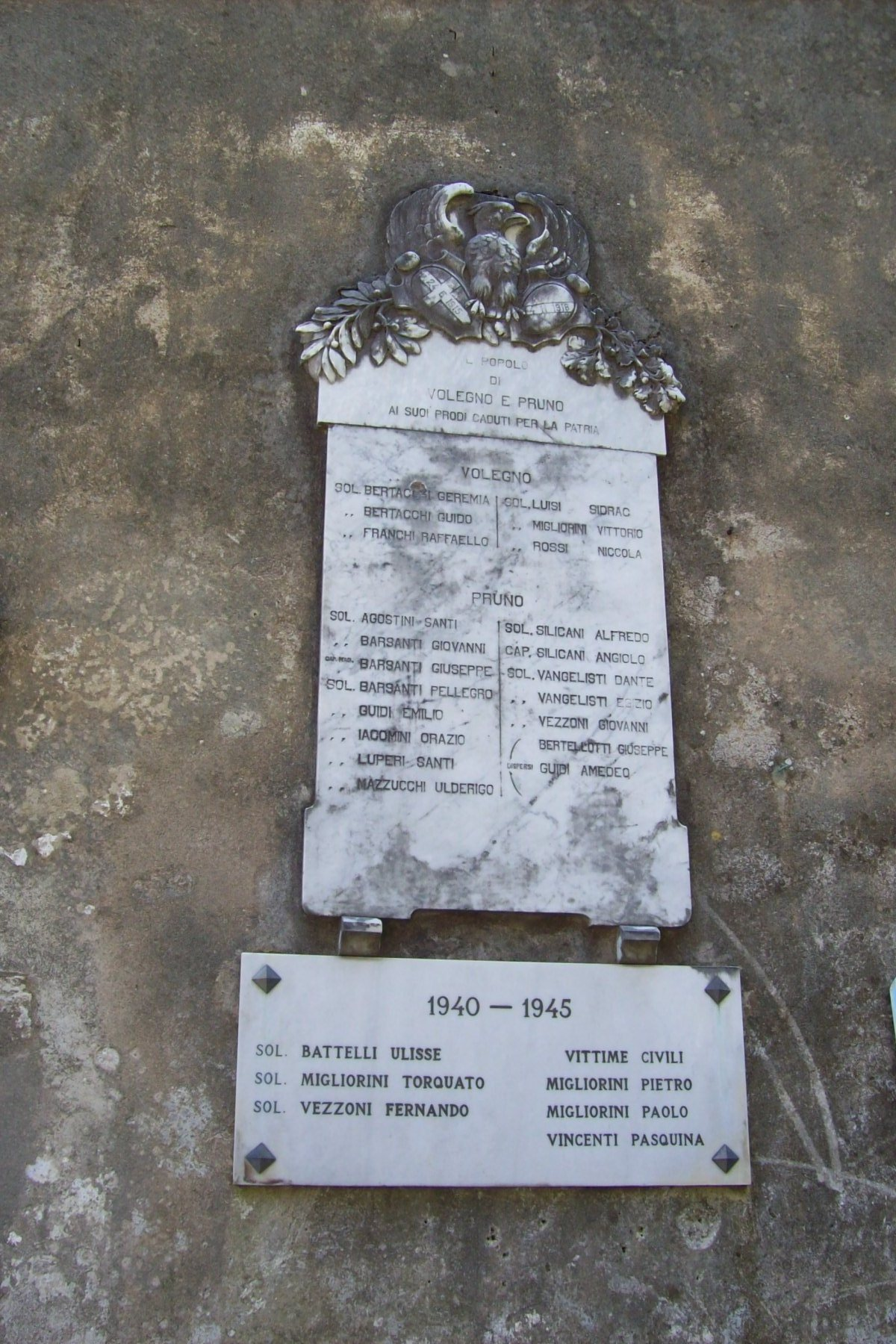
Lapide commemorativa per i caduti delle guerre
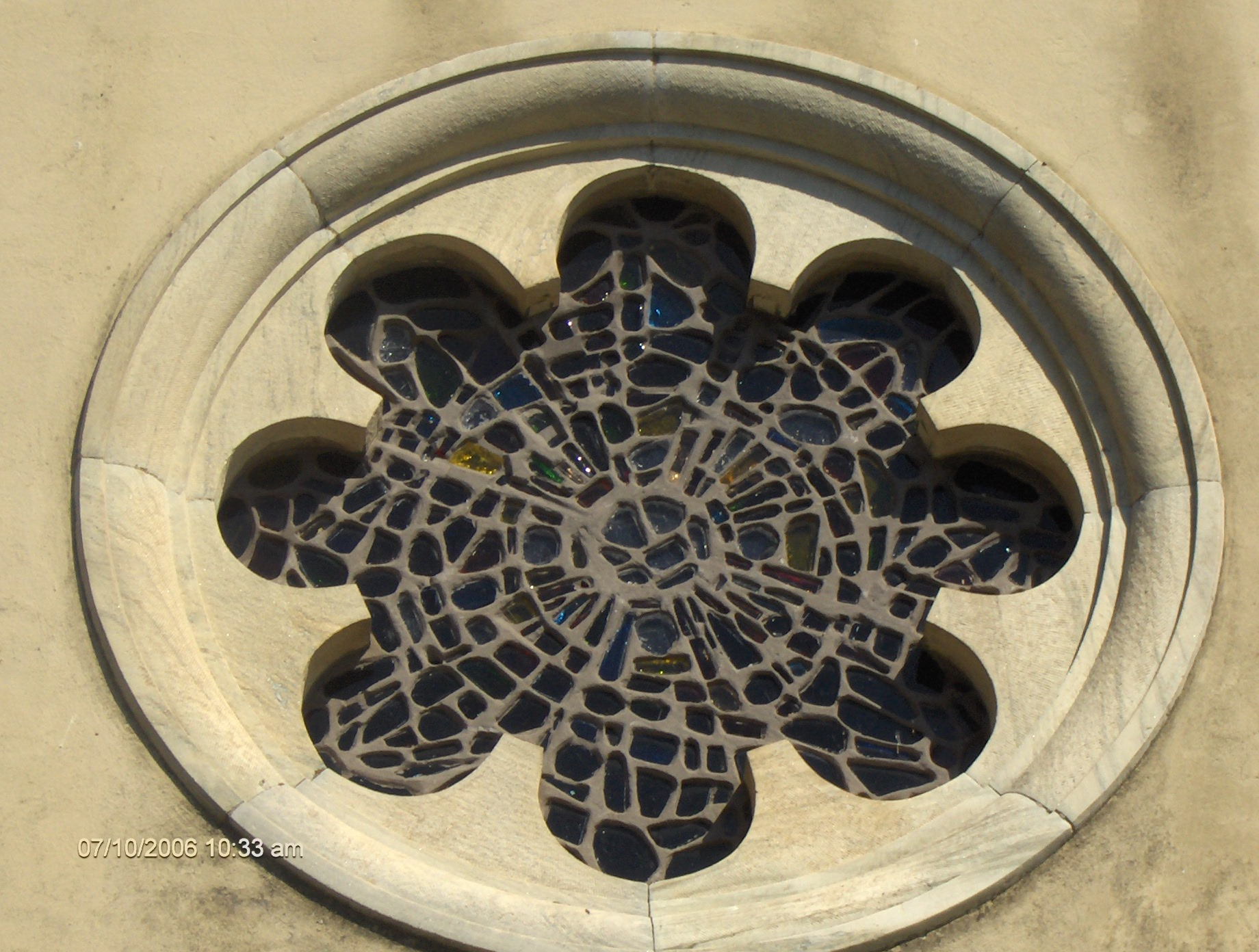
Rosone della Chiesa di Santa Maria delle Grazie in Volegno
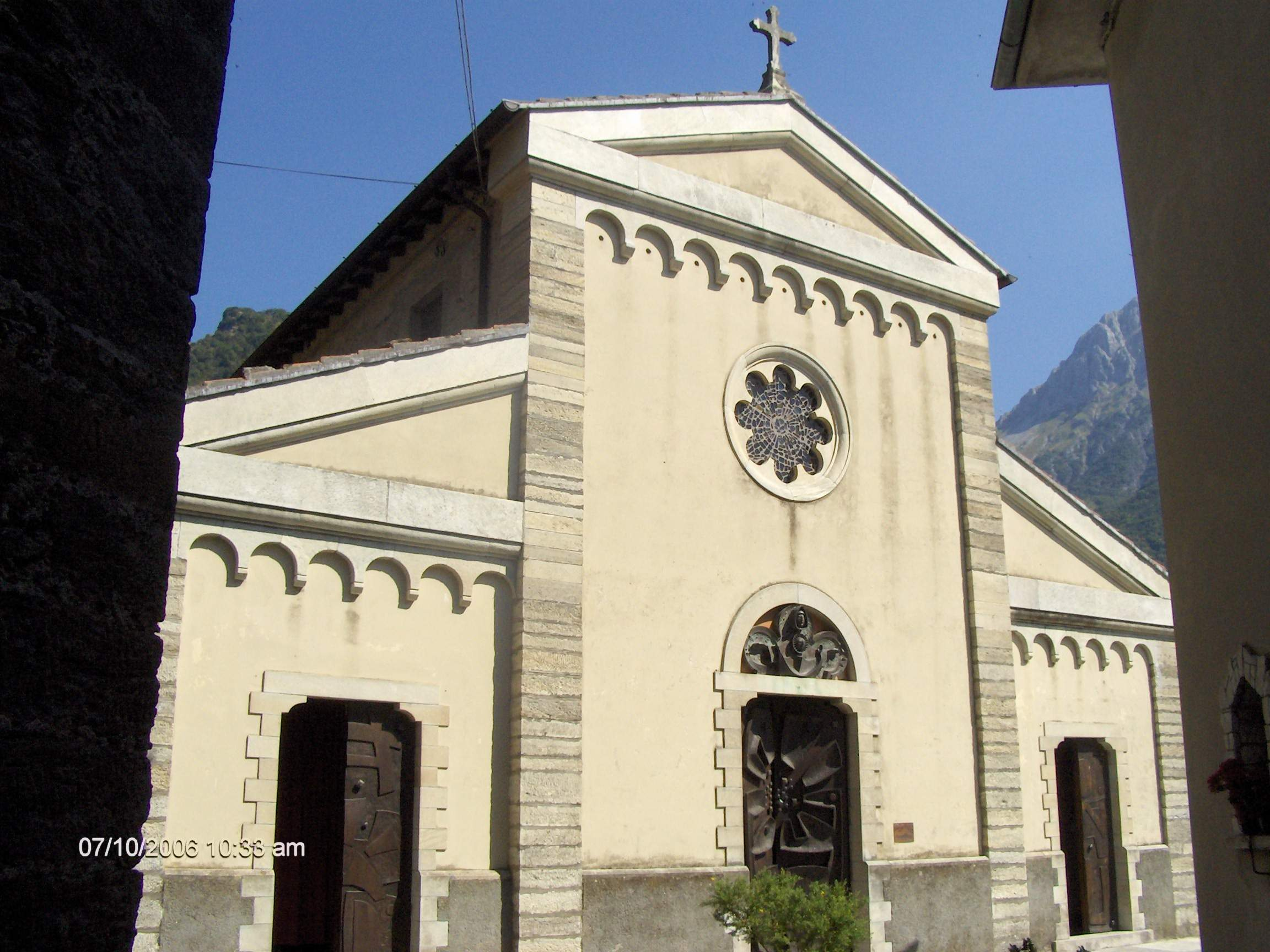
Facciata della chiesa di Volegno
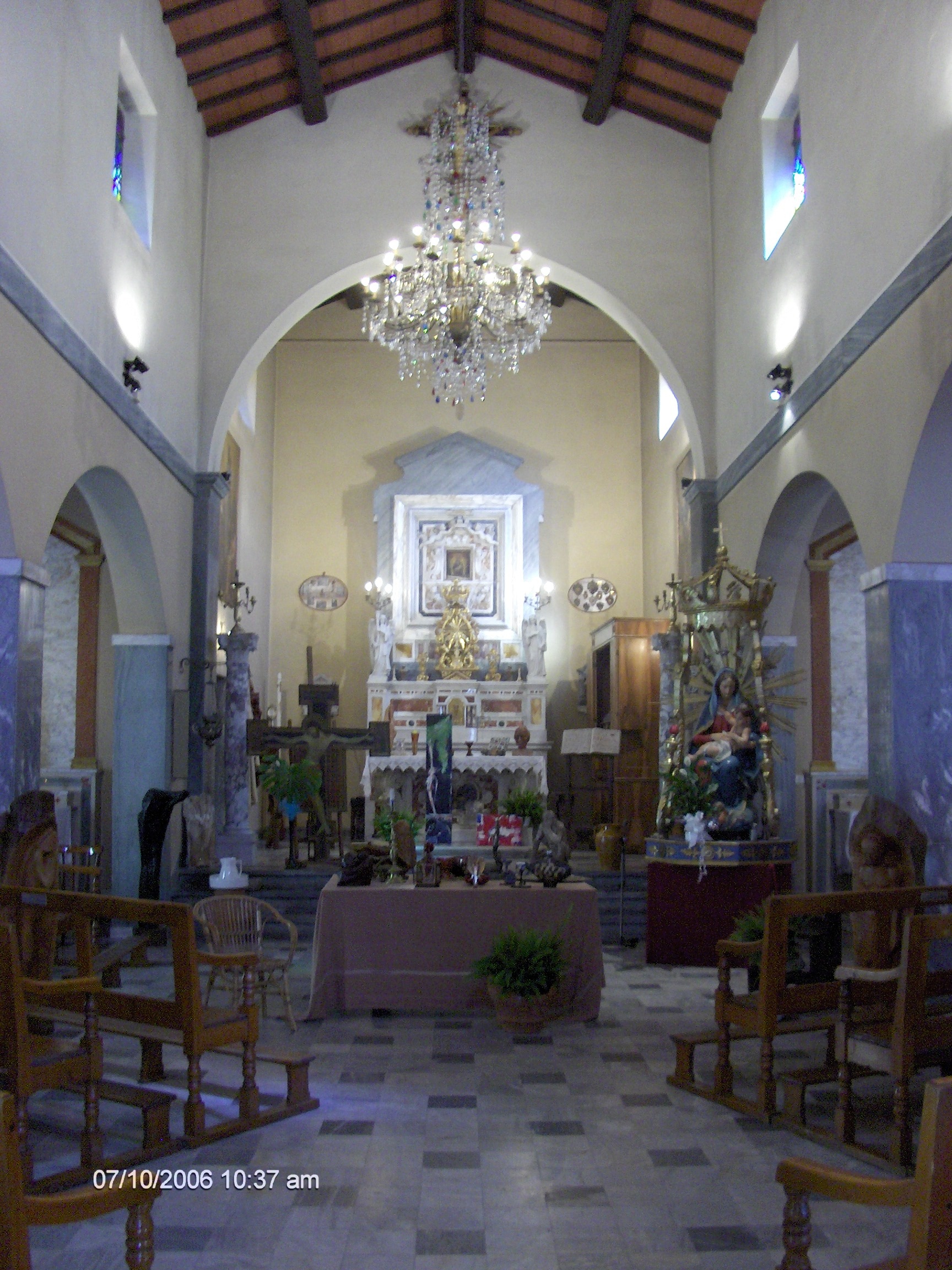
Interno della chiesa verso l'abside
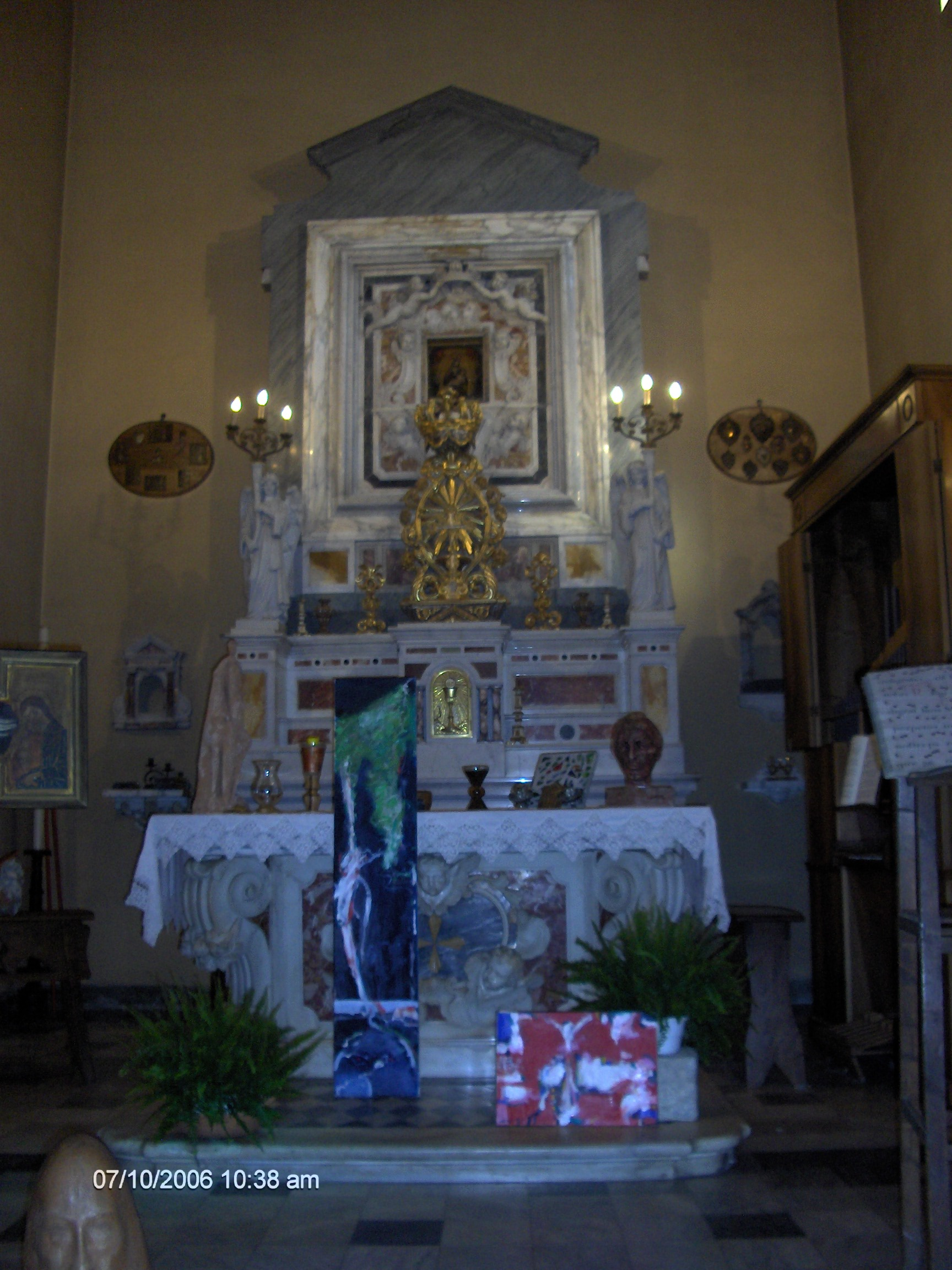
Altare maggiore
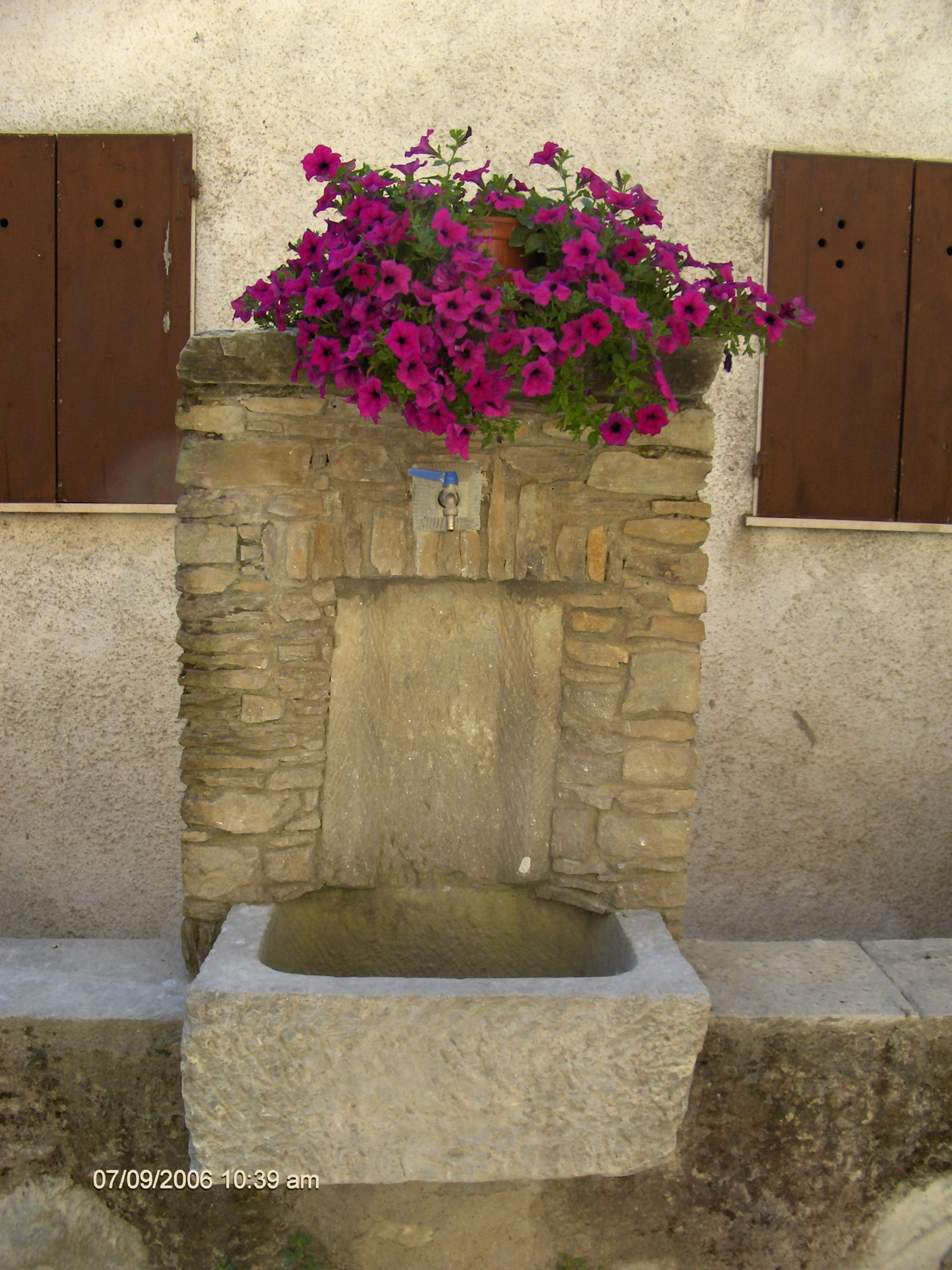
Fontana pubblica situata nella piazza principale di Volegno
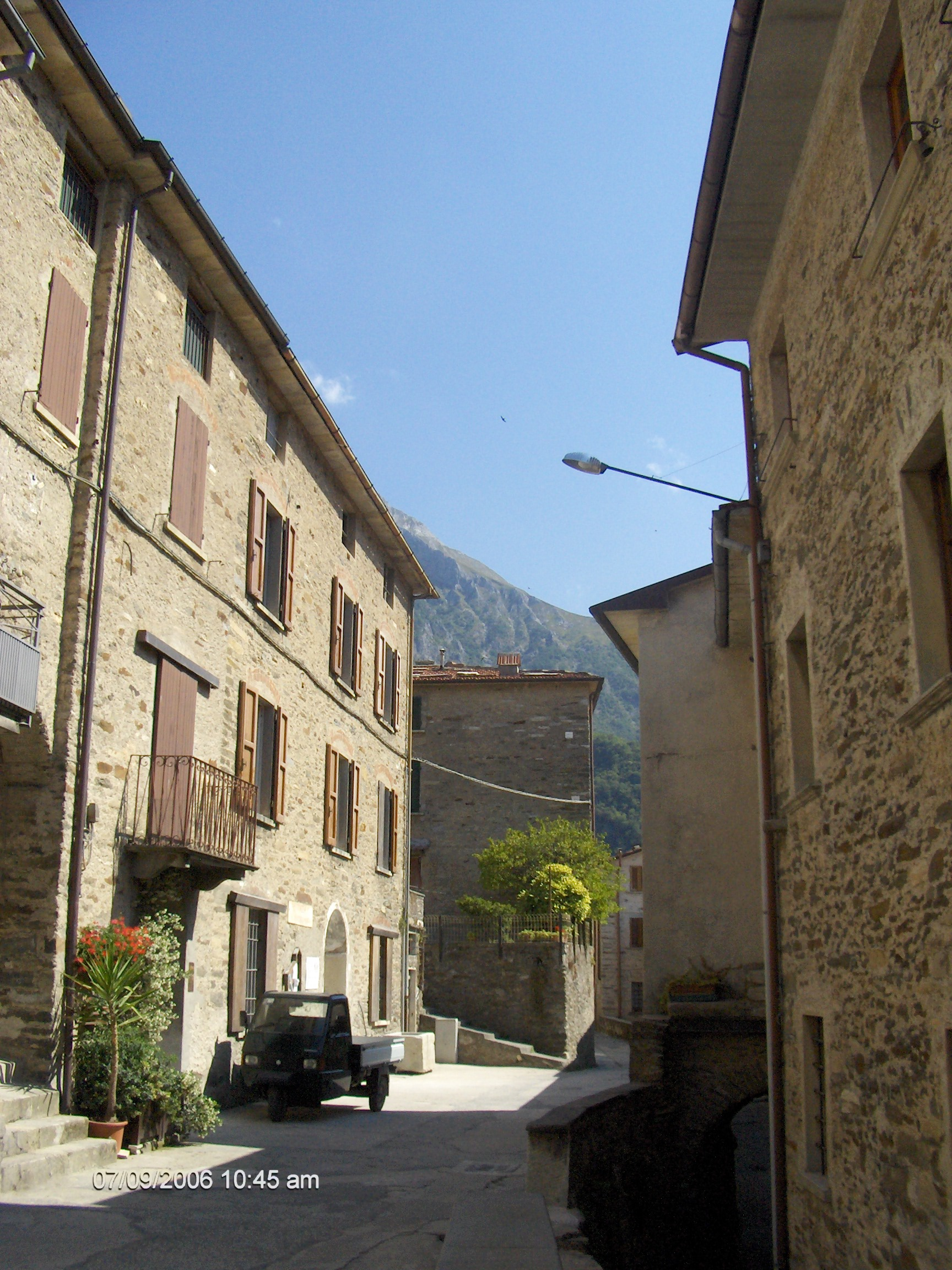
Piazza Risorgimento, piazza principale del paese
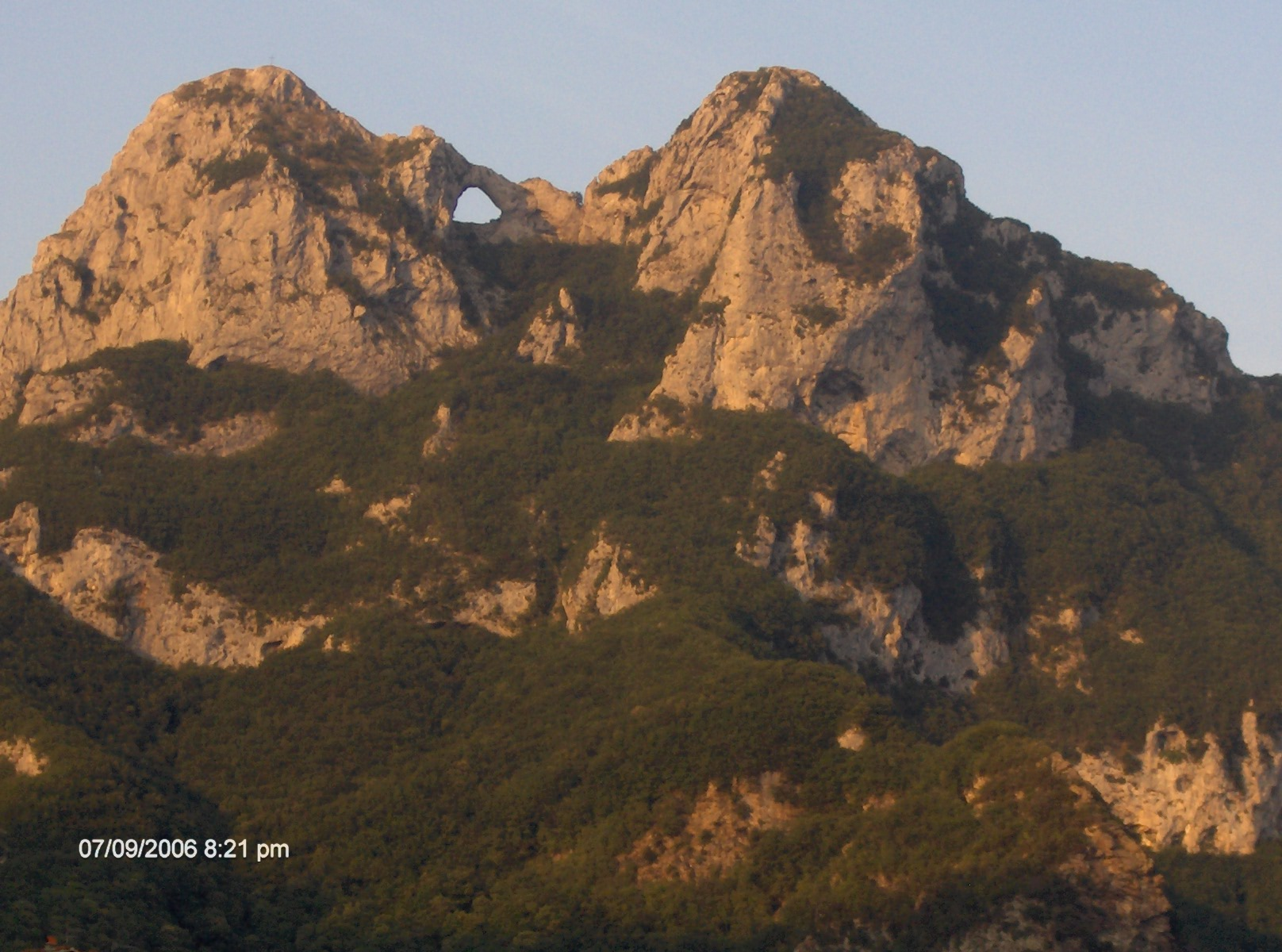
Monte forato al tramonto, visto da Volegno
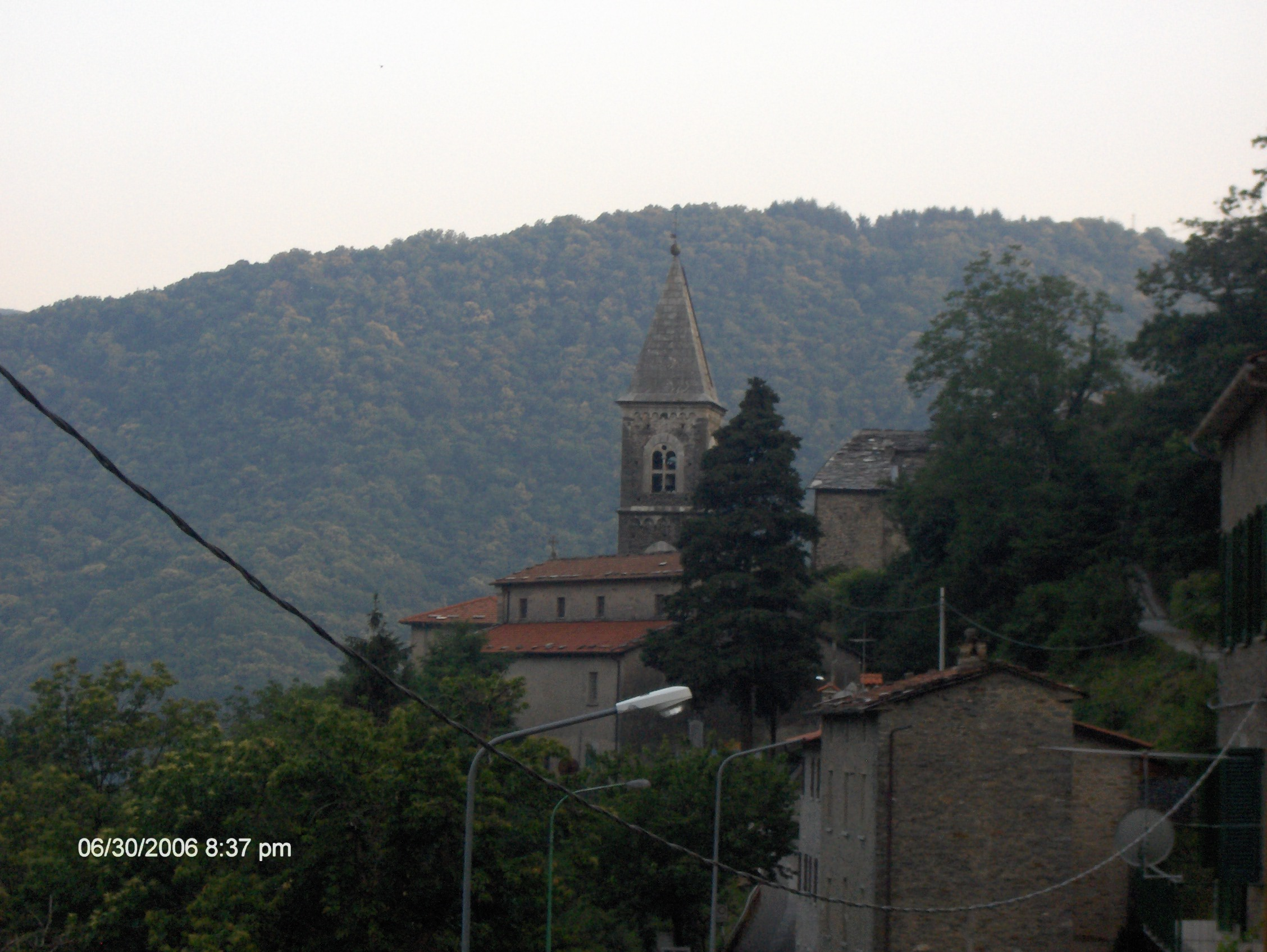
Scorcio di parte del paese di Volegno
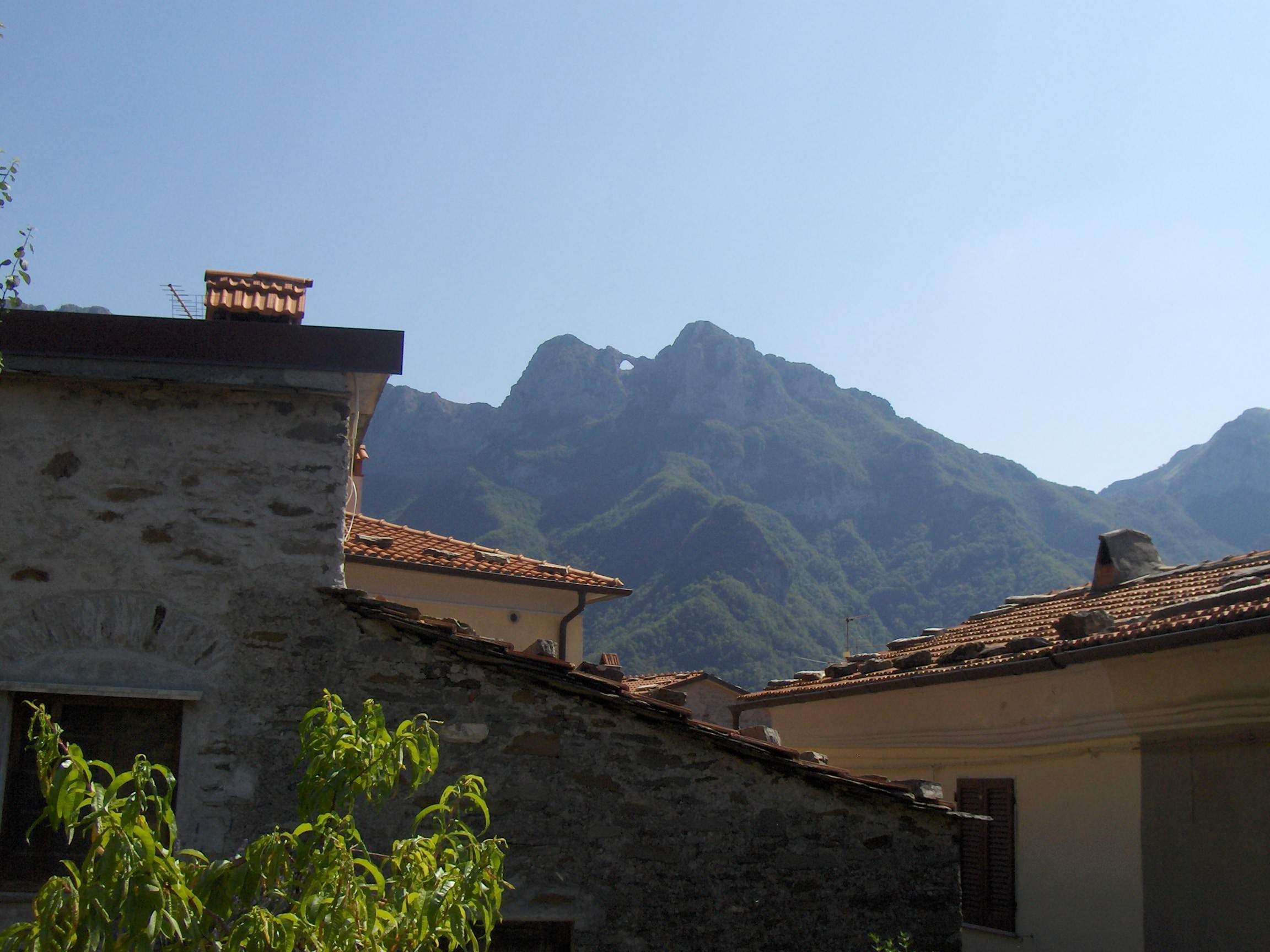
I tetti di Volegno sovrastati dal Monte Forato
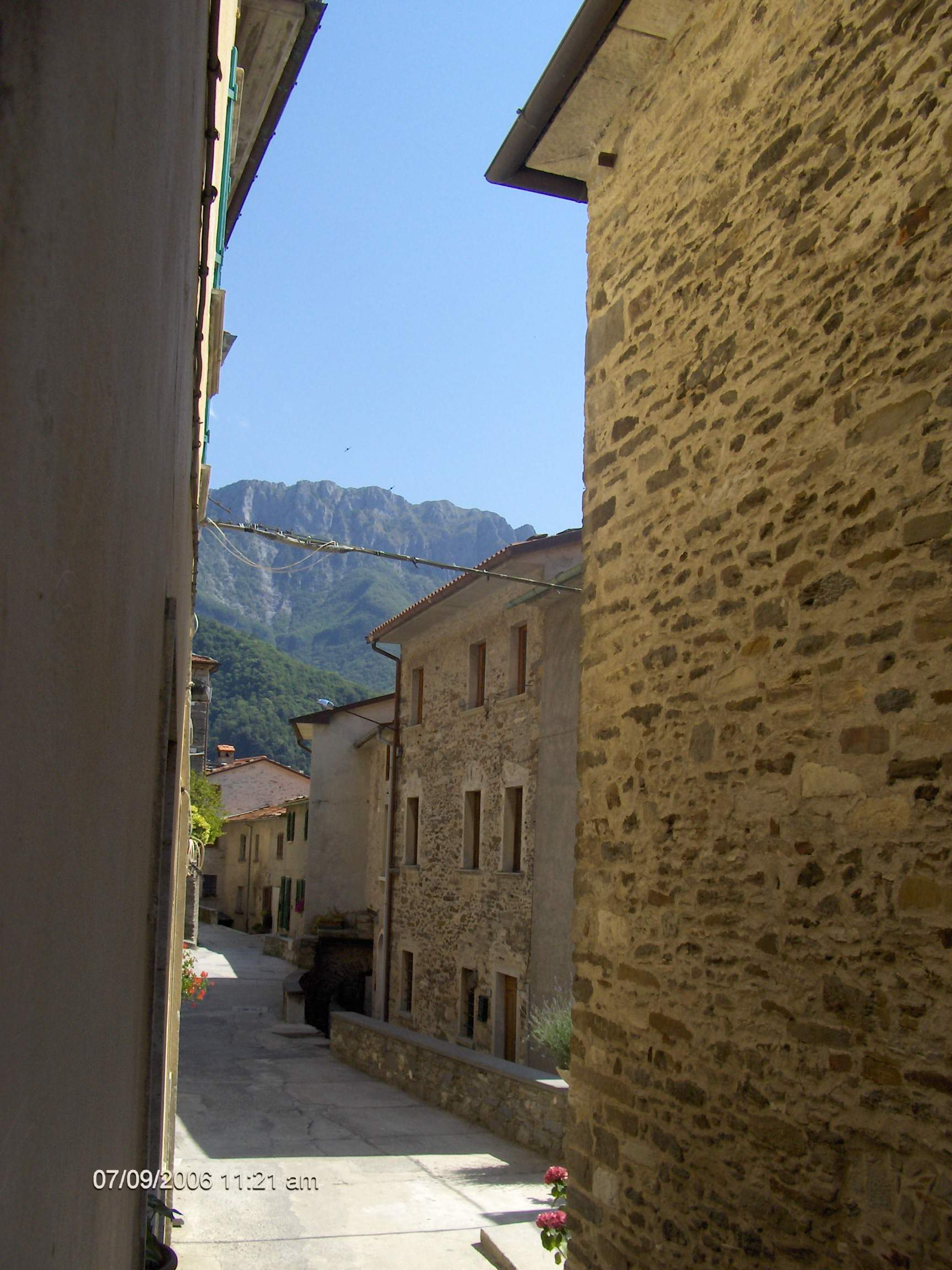
Scorcio interno del paese di Volegno verso piazza Risorgimento
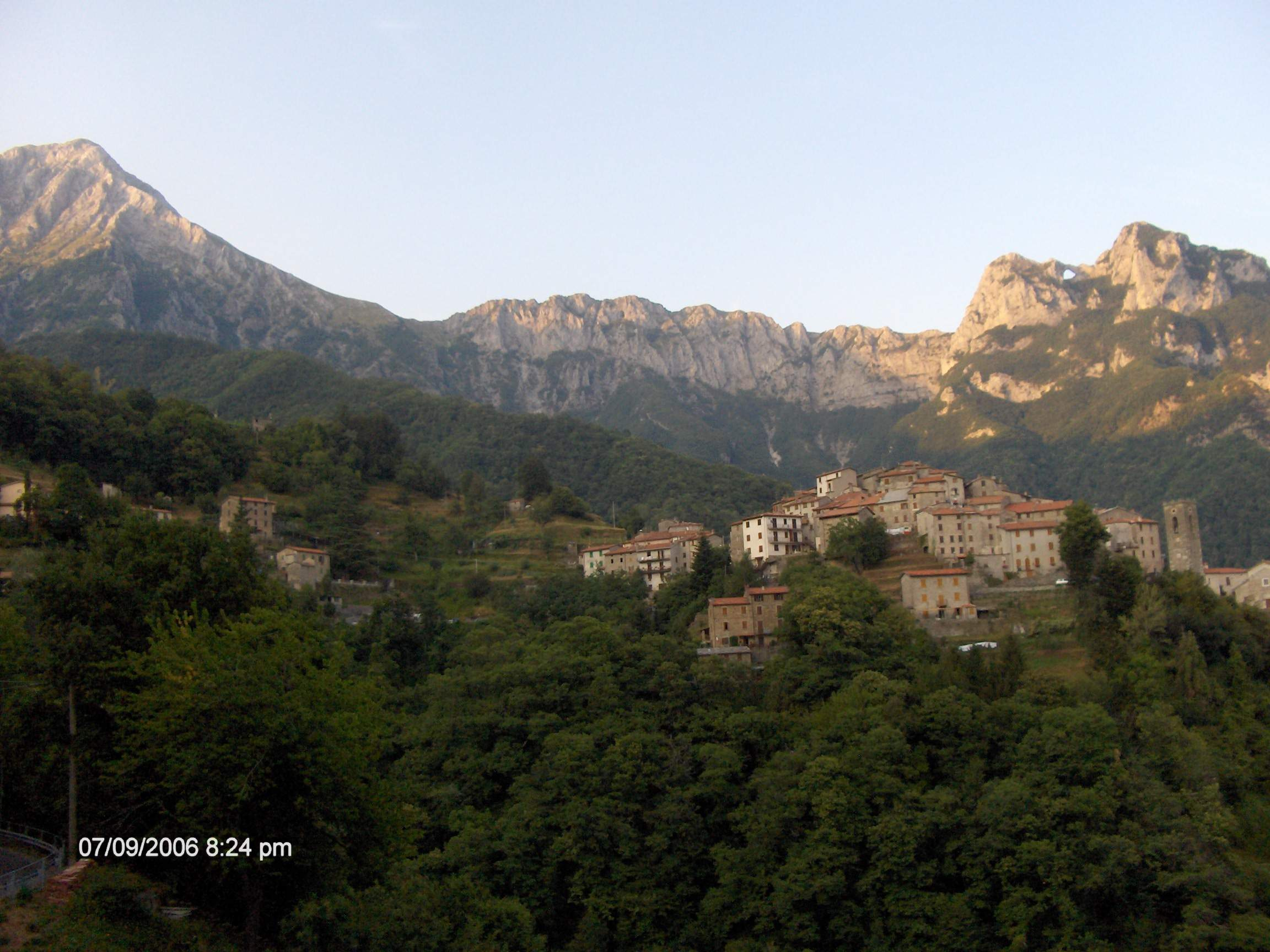
Il panorama dalla piazza della chiesa a Volegno
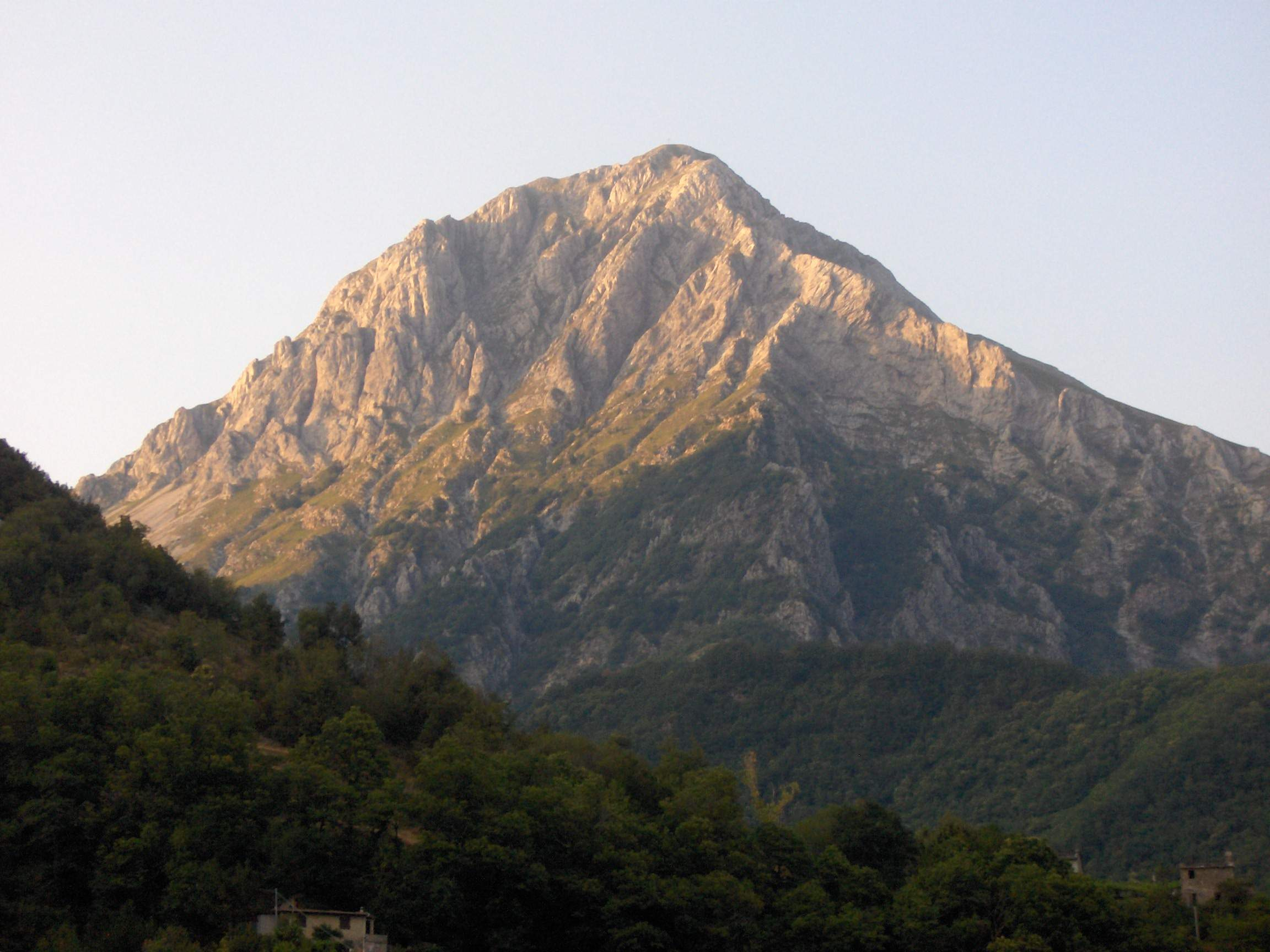
La Pania della croce dalla piazza della chiesa di Volegno al tramonto
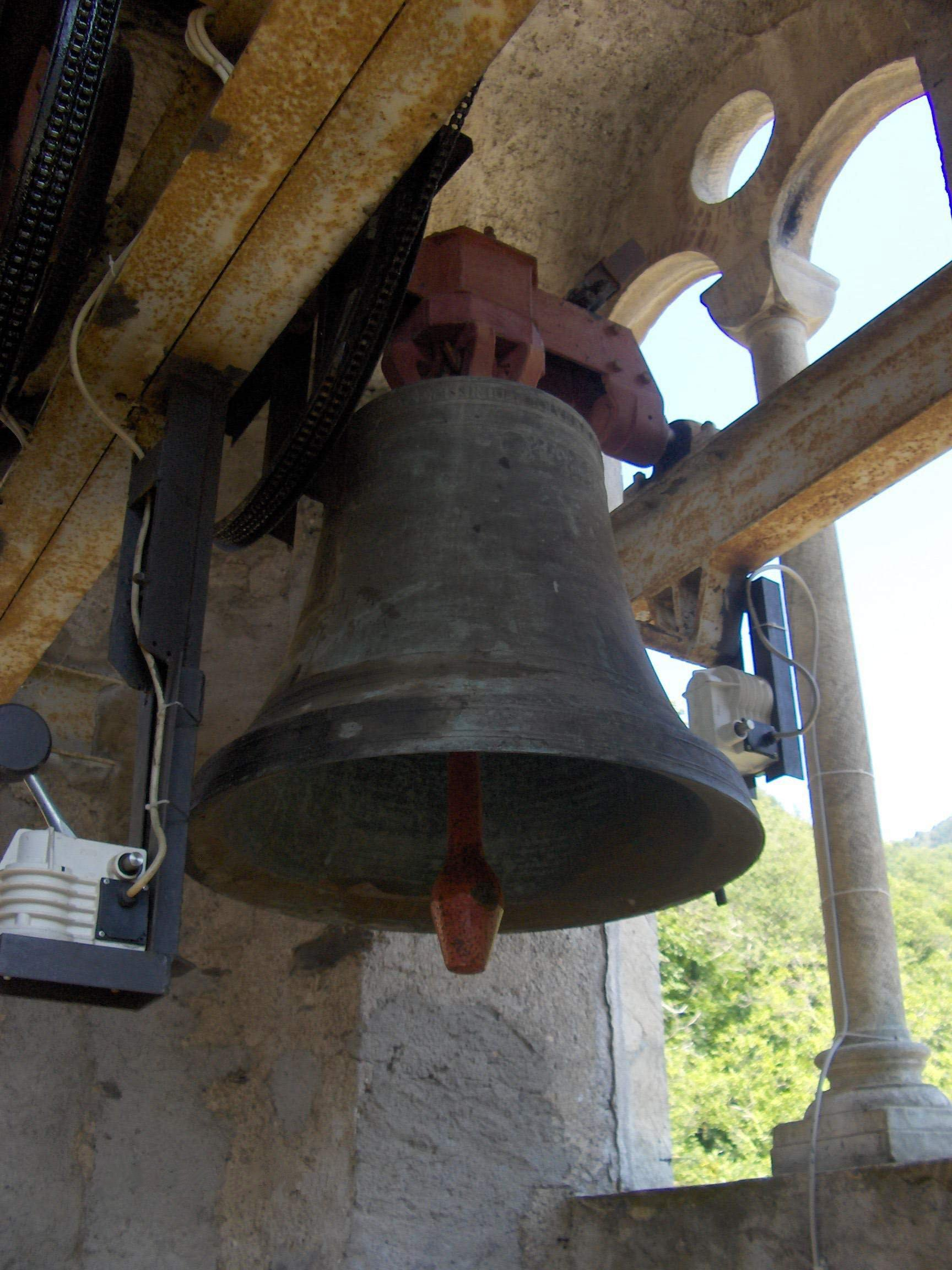
Campana minore del campanile di volegno (1771)
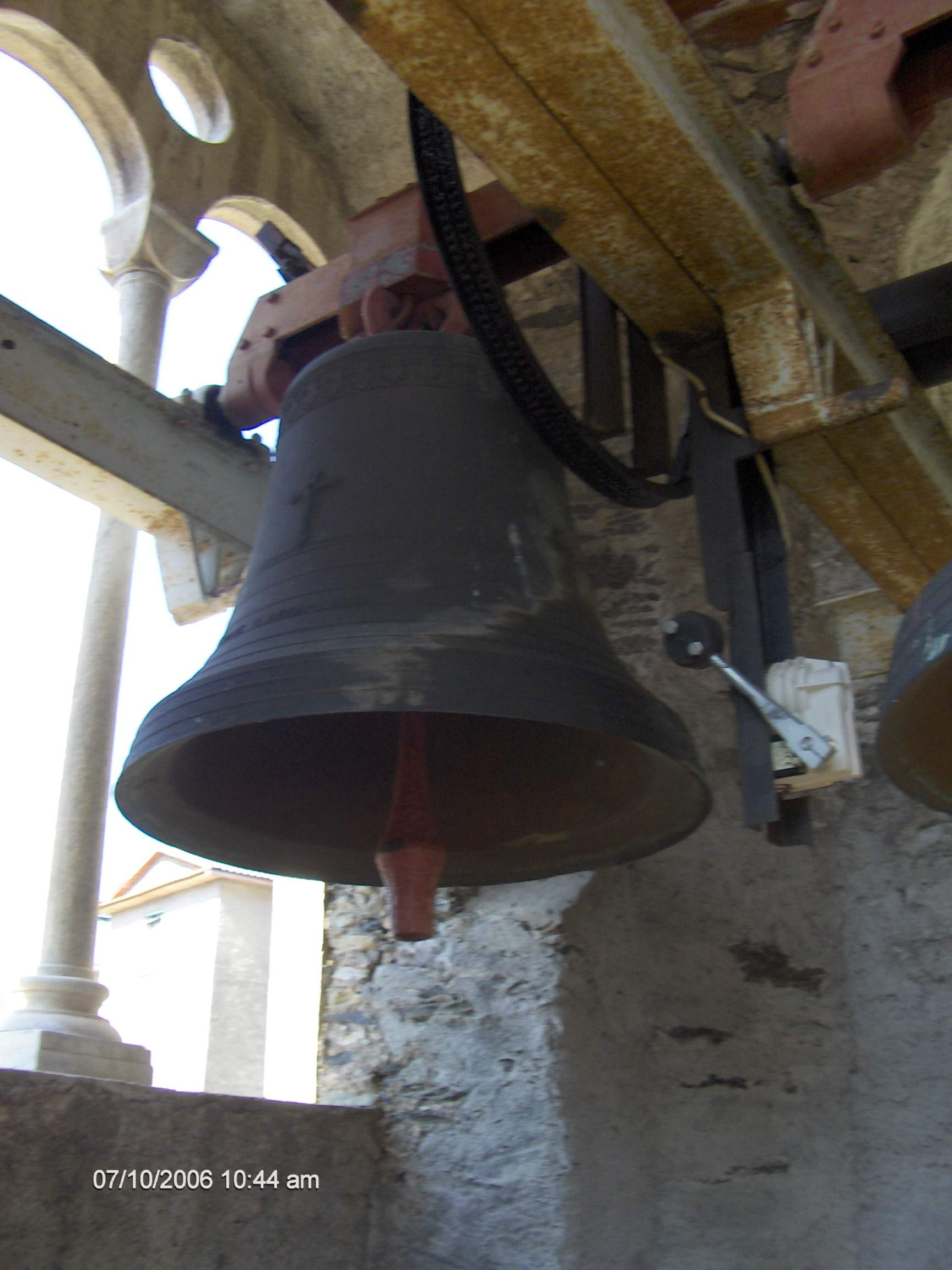
Campana mediana del campanile di Volegno (1945, rifusa nel 1967)
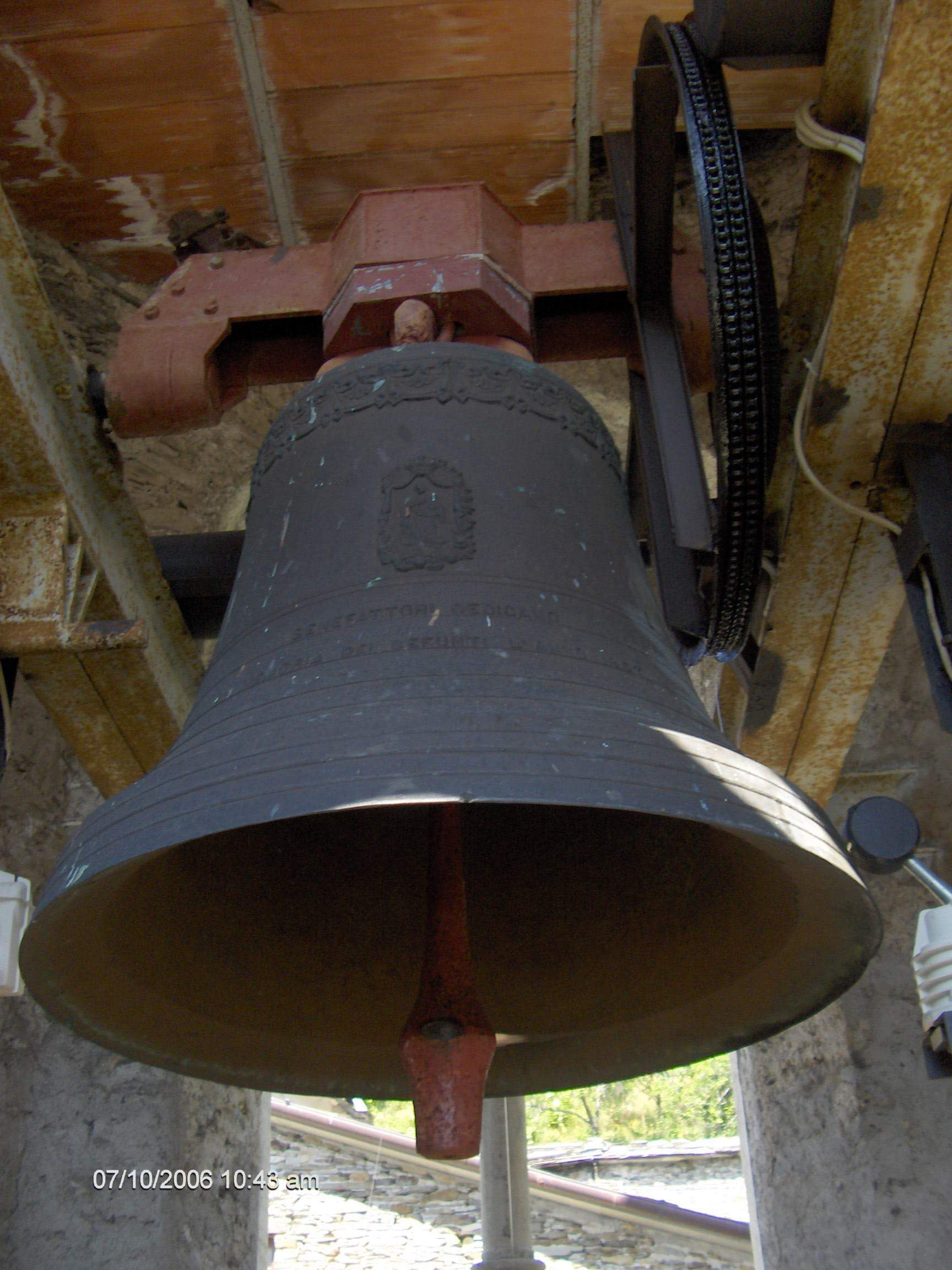
Campana maggiore del campanile di Volegno (1967)
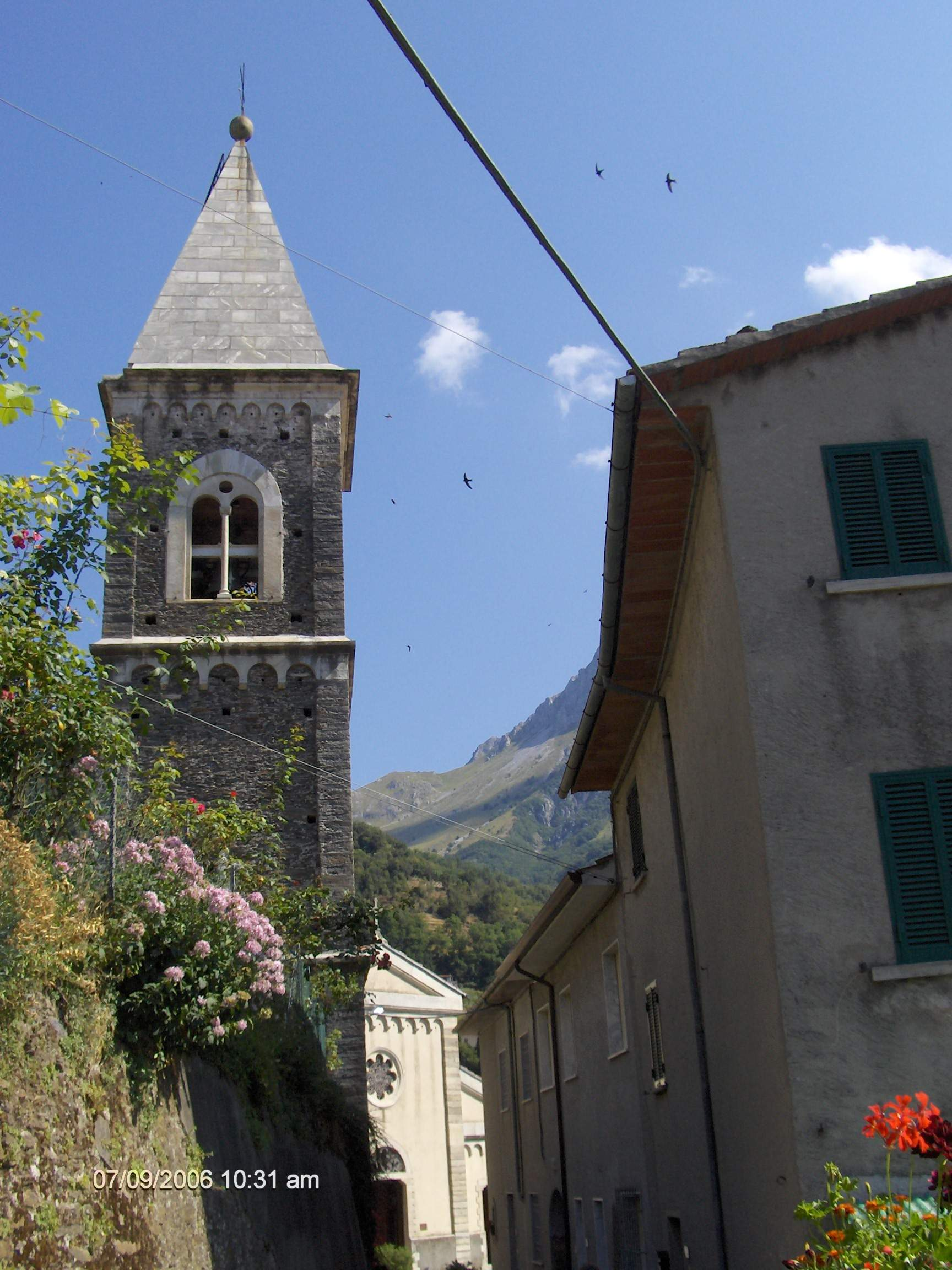
Campanile di volegno colpito da un fulmine (2006)
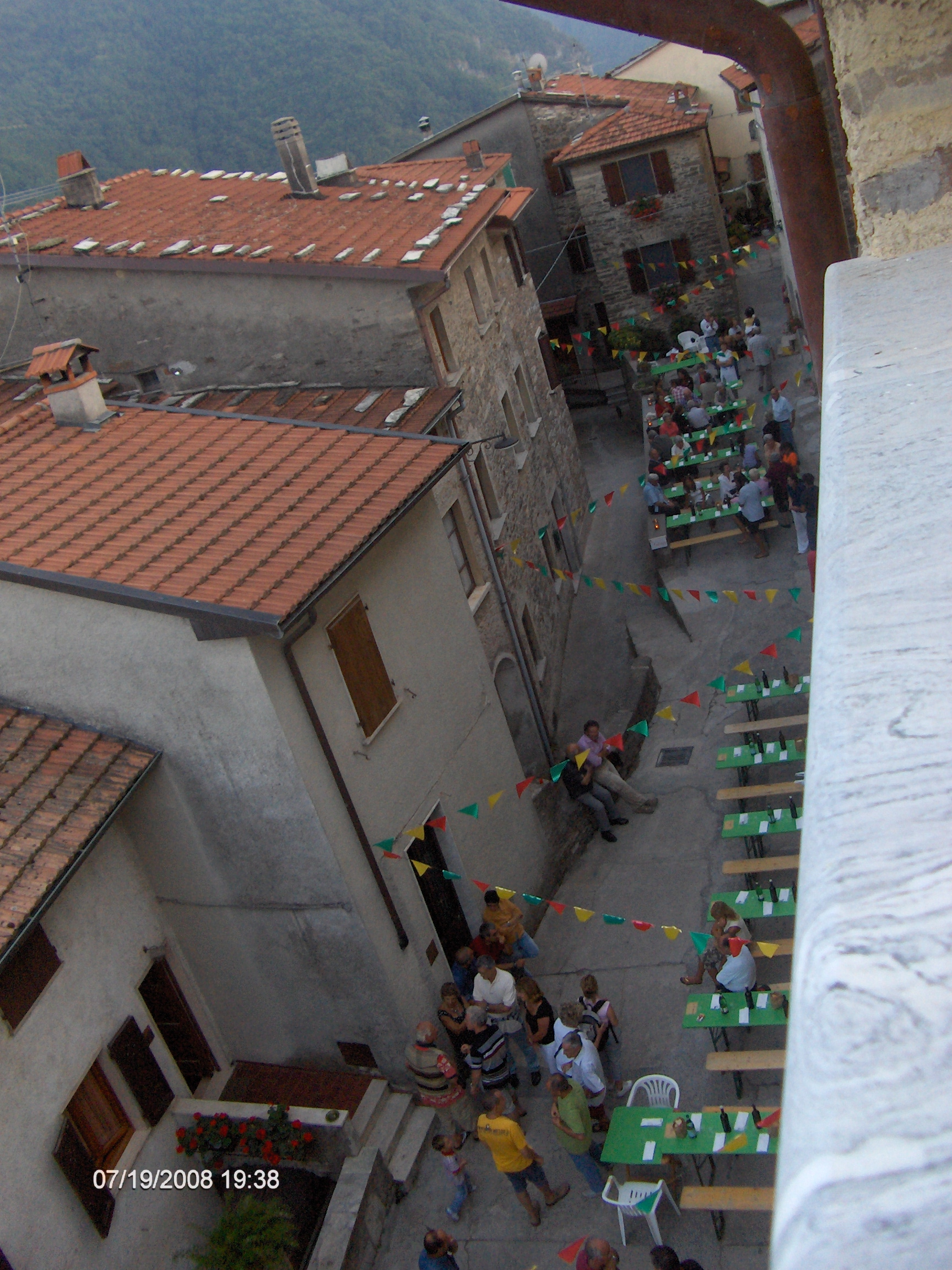
La piazza del paese in un giorno di festa

- Wikimedia Commons contiene immagini o altri file su Volegno